# Nothospora ambigua
Nothospora ambigua är en svampart som beskrevs av Peyronel 1913. Nothospora ambigua ingår i släktet Nothospora, divisionen sporsäcksvampar och riket svampar.   Inga underarter finns listade i Catalogue of Life.